# Hieracium herrerae
Hieracium herrerae es una especie de planta con flor del género Hieracium, de la familia Asteraceae, orden Asterales.

## Distribución
Hieracium herrerae se distribuye por México.

## Taxonomía
Fue descrita científicamente por S. F. Blake.
Tratamiento taxonómico
La especie aparece registrada y publicada en Contr. U.S. Natl. Herb.